# 奧格登高地
奧格登高地（英語：Ogden Heights），是南極洲的高地，位於維多利亞地的彭內爾海岸，長約13公里，由新西蘭探險隊命名，該高地現時由南極條約體系管理。